# Gaillardbois-Cressenville
Gaillardbois-Cressenville ist eine Commune déléguée und eine ehemalige französische Gemeinde mit 442 Einwohnern (Stand: 1. Januar 2022) im Département Eure in der Region Normandie. Sie gehörte zum Arrondissement Les Andelys und zum Kanton Romilly-sur-Andelle.
Mit Wirkung vom 1. Januar 2017 wurden die bis dahin selbstständigen Gemeinden Grainville und Gaillardbois-Cressenville zu einer Commune nouvelle namens Val d’Orger zusammengeschlossen und besitzen seither in der neuen Gemeinde den Status einer Commune déléguée. Der Verwaltungssitz befindet sich im Ort Grainville.

## Lage
Gaillardbois-Cressenville liegt in der Landschaft des Vexin Normand, rund 20 Kilometer Luftlinie südöstlich des Stadtzentrum von Rouen.

## Geschichte
1845 wurden die Gemeinden Gaillardbois und Cressenville zu Gaillardbois-Cressenville zusammengelegt.

## Bevölkerungsentwicklung
| Jahr      | 1962 | 1968 | 1975 | 1982 | 1990 | 1999 | 2009 | 2017 |
| Einwohner | 295  | 303  | 271  | 288  | 301  | 285  | 396  | 400  |